# العلاقات الأردنية الجنوب سودانية
العلاقات الأردنية الجنوب سودانية هي العلاقات الثنائية التي تجمع بين الأردن وجنوب السودان.

## مقارنة بين البلدين
هذه مقارنة عامة ومرجعية للدولتين:
| وجه المقارنة                                              | الأردن                   | جنوب السودان                  |
| --------------------------------------------------------- | ------------------------ | ----------------------------- |
| المساحة (كم2)                                             | 89.34 ألف                | 619.75 ألف                    |
| عدد السكان (نسمة)                                         | 9.81 مليون               | 12.58 مليون                   |
| الكثافة السكانية (ن./كم²)                                 | 109.81                   | 20.3                          |
| العاصمة                                                   | عمان                     | جوبا                          |
| اللغة الرسمية                                             | اللغة العربية            | لغة إنجليزية                  |
| العملة                                                    | دينار أردني              | جنيه جنوب سوداني، جنيه سوداني |
| الناتج المحلي الإجمالي (بليون دولار)                      | 40.07 مليار              | 2.90 مليار                    |
| الناتج المحلي الإجمالي (تعادل القوة الشرائية) بليون دولار | 82.80 مليار              | 22.88 مليار                   |
| الناتج المحلي الإجمالي الاسمي للفرد دولار أمريكي          | 4.94 ألف                 | 73                            |
| الناتج المحلي الإجمالي للفرد دولار أمريكي                 | 12.05 ألف                | 2.02 ألف                      |
| مؤشر التنمية البشرية                                      | 0.748                    | 0.467                         |
| رمز المكالمات الدولي                                      | +962                     | +211                          |
| رمز الإنترنت                                              | .jo                      | .ss                           |
| المنطقة الزمنية                                           | ت ع م+02:00، ت ع م+03:00 | ت ع م+03:00                   |

## منظمات دولية مشتركة
يشترك البلدان في عضوية مجموعة من المنظمات الدولية، منها:
| علم المنظمة | اسم المنظمة                               | تاريخ انضمام الأردن | تاريخ انضمام جنوب السودان |
| ----------- | ----------------------------------------- | ------------------- | ------------------------- |
|             | وكالة ضمان الاستثمار متعدد الأطراف        | 12 أبريل 1988       | 18 أبريل 2012             |
|             | منظمة الشرطة الجنائية الدولية             | ?                   | ?                         |
|             | الأمم المتحدة                             | 14 ديسمبر 1955      | 14 يوليو 2011             |
|             | مؤسسة التمويل الدولية                     | 20 يوليو 1956       | 18 أبريل 2012             |
|             | يونسكو                                    | 14 يونيو 1950       | 27 أكتوبر 2011            |
|             | مؤسسة التنمية الدولية                     | 4 أكتوبر 1960       | 18 أبريل 2012             |
|             | البنك الدولي للإنشاء والتعمير             | 29 أغسطس 1952       | 18 أبريل 2012             |
|             | المركز الدولي لتسوية المنازعات الاستشارية | 29 نوفمبر 1972      | 18 مايو 2012              |
|             | الاتحاد البريدي العالمي                   | ?                   | ?                         |
|             | الاتحاد الدولي للاتصالات                  | 20 مايو 1947        | 3 أكتوبر 2011             |

## وصلات خارجية
- موقع وزارة الخارجية الأردنية
- موقع وزارة الخارجية الجنوب سودانية